# Flender-Werke

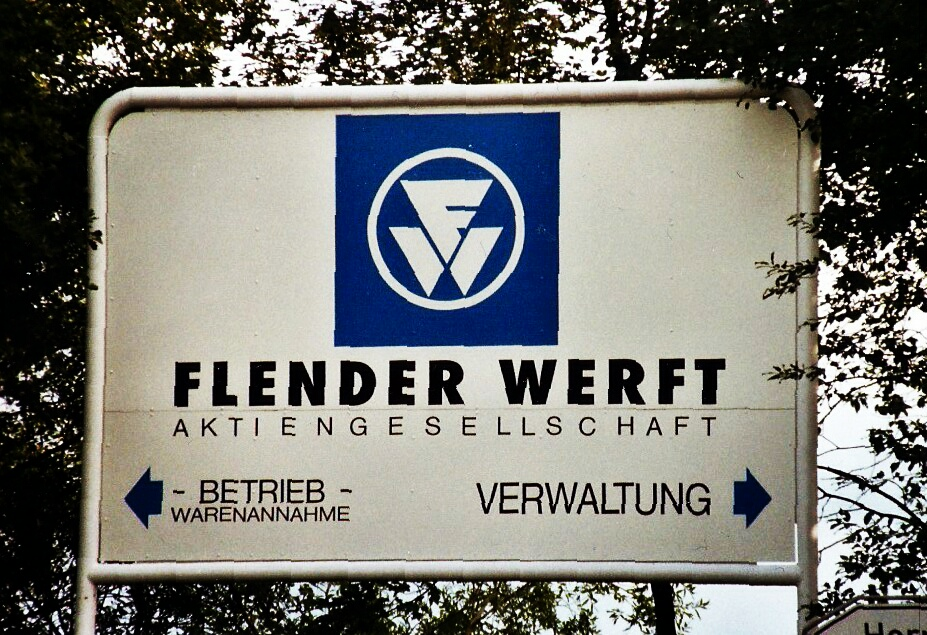
Schild an der Einfahrt des Werft-Geländes mit dem Logo, um 2000

Die Flender-Werke (ab 1973 Flender-Werft AG) waren eine Werft in Lübeck. Das Unternehmen wurde 1917 als Zweigniederlassung der Brückenbau Flender AG in Benrath bei Düsseldorf gegründet. 1926 wurde der Betrieb unter dem Namen Lübecker Flender-Werke formal selbständig und 1973 in Flender-Werft AG umbenannt. Das an der Trave im Lübecker Ortsteil Herrenwyk ansässige Unternehmen gehörte zeitweise zu den größeren deutschen Werften.

## Geschichte
In Lübeck gegründet, hatten die Flender-Werke ihr Dock an der damals zu Siems gehörenden nach ihm benannten, heute zwischen der Hochofen- und Flenderstraße liegenden, Dockstraße.

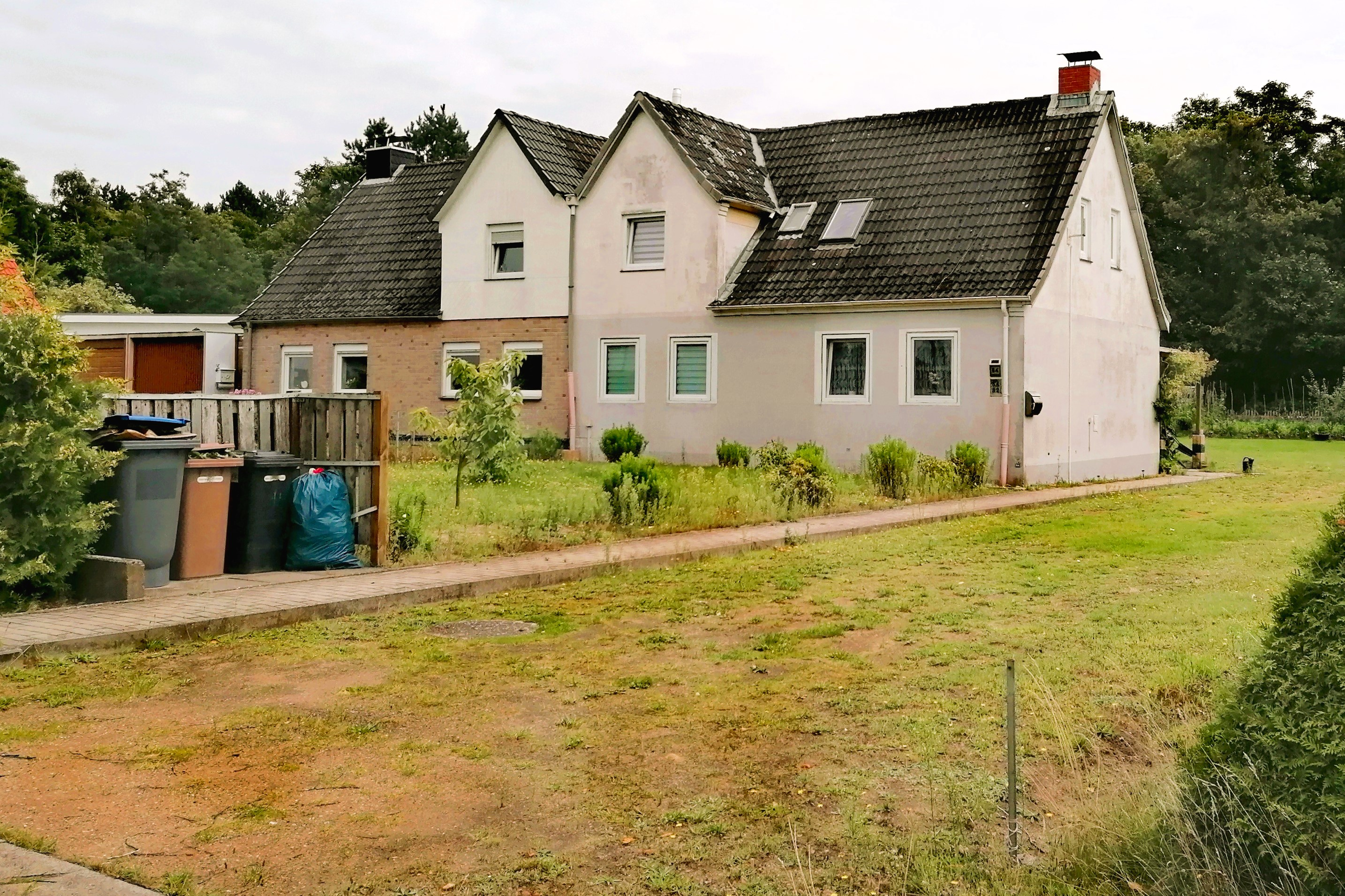
Letztes einst für vier Familien gedachtes Volkswohnungshaus

Die erstmals 1920 erwähnte Werkstraße lag bei ihrer Namensgebung auf dem Gelände der Metallhüttenwerke. Sie ist nur einseitig bebaut worden. Die benachbarte Siedlung war die Flender-Siedlung und diese steht noch heute. Auf der anderen Straßenseite entstanden erst 1939 Häuser für je vier Familien für angeworbene Heim-ins-Reich-Deutsche, die bei Flender begannen. Diese Häuser wurden nach dem Muster der kurz zuvor in der Ziegelstraße errichteten Häuser. Von dieser Arbeitersiedlung steht heute nur noch ein Gebäude.
1929 wurde vorgeschlagen, die straßenseitige Verbindung zwischen der Werkstrasse und der Travemünder Allee ebenfalls Werkstraße zu nennen. Diesem Vorschlag wurde nicht gefolgt und der Abschnitt Seelandstraße genannt.
Nach seinem Ausscheiden aus dem Militärdienst wurde Titus Türk, damals im Range eines Konteradmirals a. D., im Spätsommer 1919 Chef des Ordnungsdienstes (Werkschutz) der Brückenbau Flender AG. Später wurde er Repräsentant der Werft.
Mitte der 1920er Jahre unterstützte der Senat die Werft Flender-Werke mit 1,5 Mio. RM um deren Zusammenbruch zu verhindern. 1926 löste sich der Betrieb als Folge dessen von seiner Muttergesellschaft und wurde als Lübecker Flender-Werke A. G. verselbstständigt. Im selben Jahr lieferte die Werft mit der Temeraire ihr größtes bis dahin gebautes Schiff an die Reederei Wilh. Wilhelmsen.

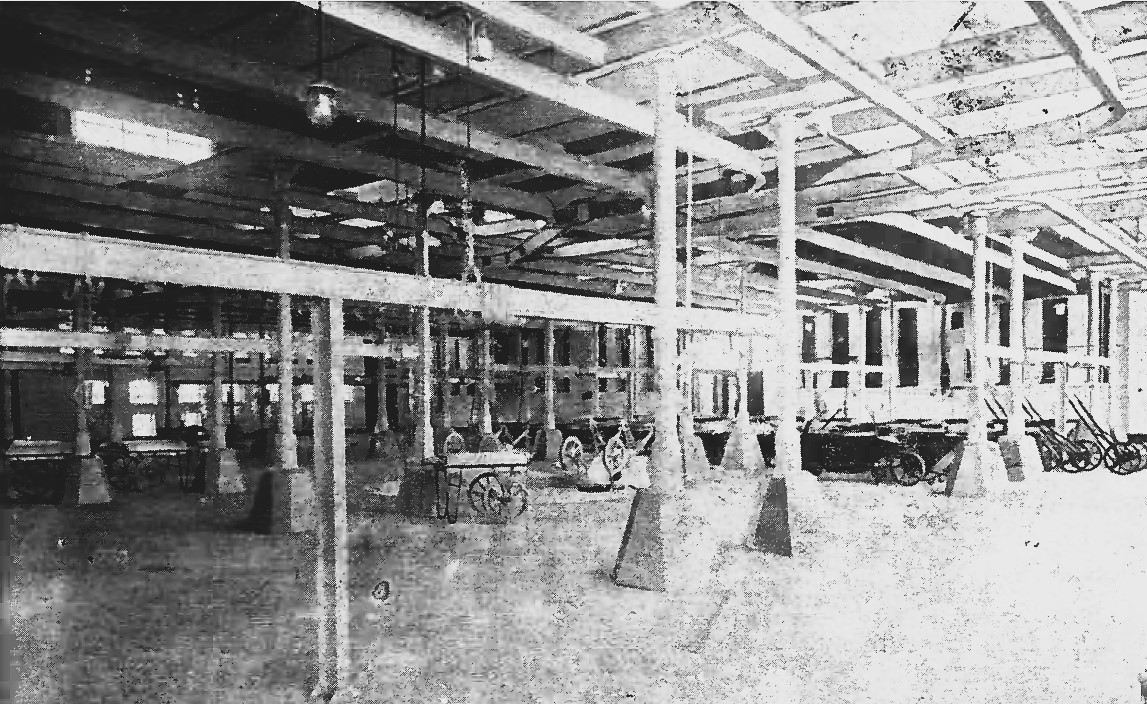
Auskühlhalle

Für die 1200 m² große Auskühlhalle des ab 1928 errichteten Seegrenzschlachthof lieferte das Flender-Werk Lübeck die Eisenträger und Dachkonstruktion.
Als beabsichtigt wurde, die Schiffswerft von Henry Koch in eine Staatswerft zu überführen, schalteten sich die bisher unbeteiligten Flender-Werke in das Geschehen ein und brachte deren wirtschaftliche Benachteiligung bei den staatlichen Unterstützungen ein zur Sprache und erbaten eine Mitberücksichtigung der Firma bei den weiteren Fusionserwägungen.
Während der Neuordnung der Lübecker Werften stellte sich die Flender Werft AG immer als wirtschaftlich gesundes Unternehmen dar und somit bestens für die Sanierung der Koch’schen Werft geeignet. In Wahrheit verhinderten jedoch die beiden Mehrheitsaktionäre der Flender Werft AG die Dresdner Bank und die Commerz- und Privat-Bank (CoPri), hier das Ende der Werft.
Ein neuer von der CoPri vorgeschlagener Lösungsansatz wurde am 15. Februar 1933 diskutiert. Er sah vor, dass das Aktienkapital der Flender-Werke als verloren galt und die Forderungen ihrer Gläubiger in Aktienanteilen des neuen Unternehmens gewandelt würden. Lübeck sollte die Grundstücke der Flender-Werft aufkaufen. Der neue Unternehmensname wäre „Flender-Koch AG“. Lübecks Senator Hans Ewers schloss jedoch mit Nachdruck den Betrieb einer Werft durch den Lübeckischen Staat aus. Die Flender-Mehrheitsaktionäre lehnten eine Fusion mit der Koch-Werft ab.
Letzten Endes wurde jedoch die Koch’sche Werft stillgelegt und die involvierteLübecker Maschinenbau Gesellschaft zu einer Halbwerft. Die Lübecker Kreditanstalt ersteigerte 1934 die Koch’sche Werft und erhielt vom Senat eine Verwertungsbefugnis der von ihr erworbenen Gegenstände.
Flender erwarb das Schwimmdock nebst Zubehör und Maschinen. Ebenfalls erhielt Flender die Abbruchbefugnis der Anlagen auf dem Werftgrundstück mit Ausnahme der Einzäunung, des Verwaltungsgebäudes, der Tischlerei, des massiven Teils der Kesselschmiede, der Schiffbauhalle mit ihren Kränen und dem Anbau (Werkzeugmacherei), der südlichen Hellingkranbahn samt Kran, sowie der auf dem Gelände verlegten Gleise. Später kam auch das Gebäude der Kraftzentrale hinzu. Es wurde zum Teil in Form von Aktien, die aus einer Kapitalerhöhung stammten, bezahlt. Die Aktien durften, außer an Lübecker Kreise, nicht vor dem 30. Juni 1938 veräußert werden. Durch einen Vertrag erklärte sich der Staat gegenüber Flender für die nächsten zehn Jahre bereit, Aufträge an Flender zu vergeben bzw. solche zu verschaffen, um deren Konkurrenzfähigkeit zu erhalten. Des Weiteren ließ der Staat in das Grundbuch eintragen, dass auf dem ehemaligen Koch’schen Werftgelände keine neue Werft ohne die Zustimmung Flenders errichtet werden dürfe. Noch im Sommer begann die Demontage.

### Zweiter Weltkrieg
Die Kriegsmarine rüstete in den 1930er Jahren auf. Die Flender-Werke erhielten Aufträge zum Bau konventioneller U-Boote und später einzelner Sektionen für den Bau von U-Booten des neuen Typs XXI („Elektroboote“). Insgesamt wurden von 1940 bis 1944 bei den Flender-Werken 42 U-Boote in Dienst gestellt:
- U 83 – U 87: Typ VII B
- U 88 – U 92: Typ VII C
- U 120 – U 121: Typ II B
- U 301 – U 316: Typ VII C
- U 317 – U 328: Typ VII C/41
- U 903 – U 904: Typ VII C

Außerdem wurden 157 Sektionen (Sektion 4 – Mannschaftswohnräume) für den U-Boot-Typ XXI, die von Zulieferern im Binnenland gebaut wurden, bei Flender für die Fertigmontage ausgerüstet.
1944 wurde im Konstruktionsbüro der Werft ein kleines Einmann-U-Boot entwickelt. Das bereits am 15. März 1944 fertiggestellte Probeboot machte bei der Vorführung vor Fachleuten des Oberkommando der Marine (OKM) einen guten Eindruck. Unter dem Namen „Biber“ wurden bis zum November 1944 bei verschiedenen Firmen 324 Boote gebaut. Gegen Kriegsende wurde dieser Typ zum Typ Biber III weiterentwickelt. Exponate dieser Zeit finden sich im Industriemuseum Geschichtswerkstatt Herrenwyk.

### Nachkriegszeit
Nach dem Krieg beschäftigten die Flender-Werke in den Zeiten der Hochkonjunktur der 1950er Jahre bis zu 4000 Arbeitnehmer. 1965 wurde die Regina Maris gebaut, die spätere Yacht Alexander von Giannis Latsis. Nach dramatischen Auftragsrückgängen in den 1970er Jahren und einem Arbeitsplatzabbau auf nur noch 600 Beschäftigte konnte sich die Werft mit dem Bau von Containerschiffen und RoRo-Schiffen einen Namen machen, so der Stuttgart-Express-Klasse oder der Santa-Cruz-Klasse.
Nach einigen erfolgreichen Jahren, in denen die Zahl der Beschäftigten wieder auf 800 angestiegen war, brachte der Bau von zwei Schnellfähren für die griechische Reederei Superfast Ferries große Verluste, die im Jahr 2002 zur Insolvenz der Flender-Werke führten. Das letzte Schiff war die Norröna (Bau 694), die für die auf den Färöer-Inseln ansässige Smyril Line gebaut wurde.

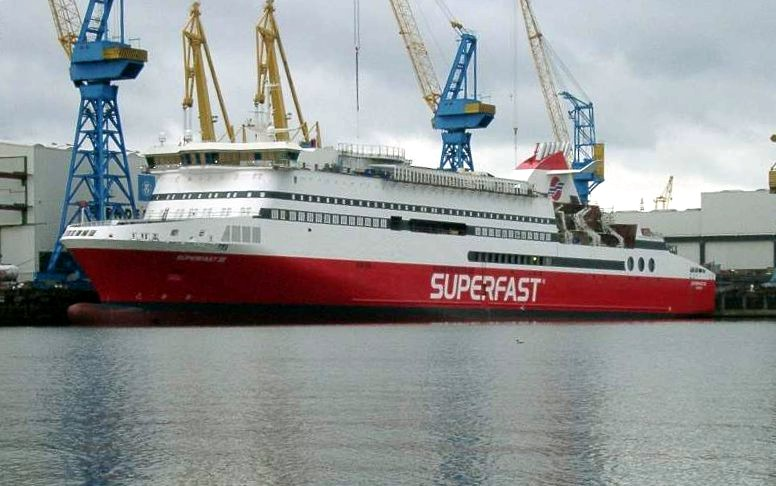
Superfast XI (2002), kurz vor ihrer Fertigstellung am Flender-Ausrüstungskai
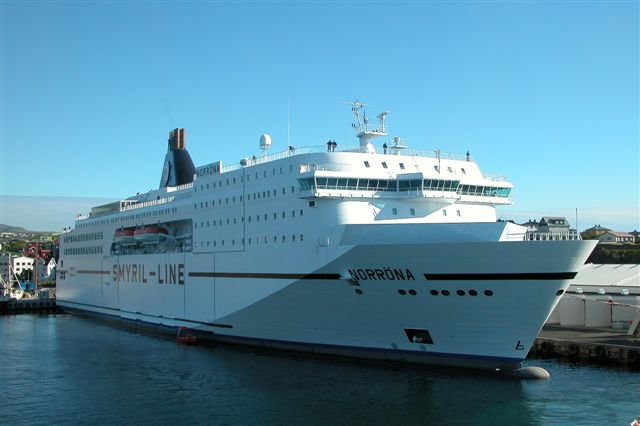
Norröna
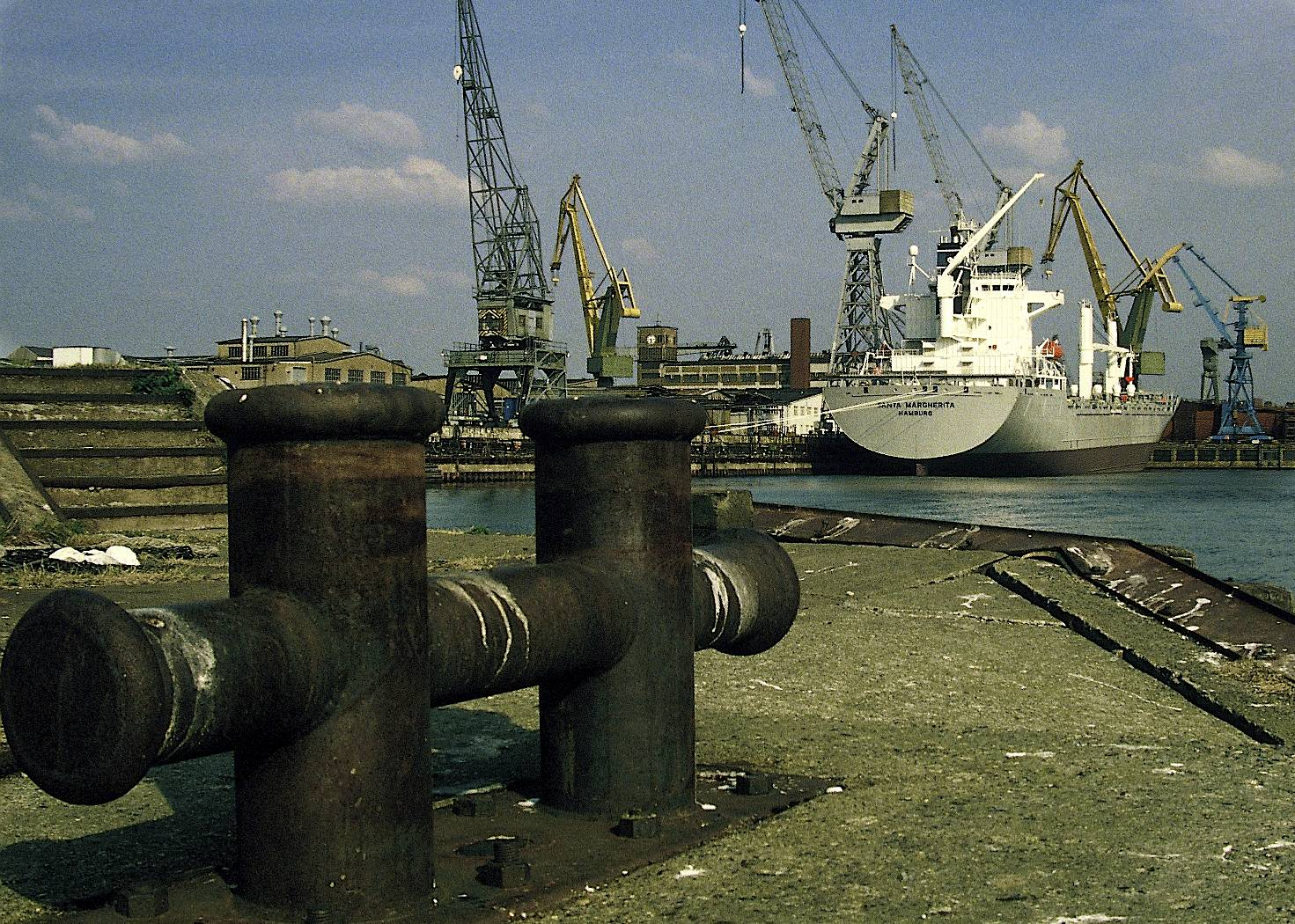
Das im Frühjahr 1994 fertiggestellte 1700-TEU-Containerschiff Santa Margherita der Reederei Claus Peter Offen kurz vor der Ablieferung am Ausrüstungspier der Flender-Werft

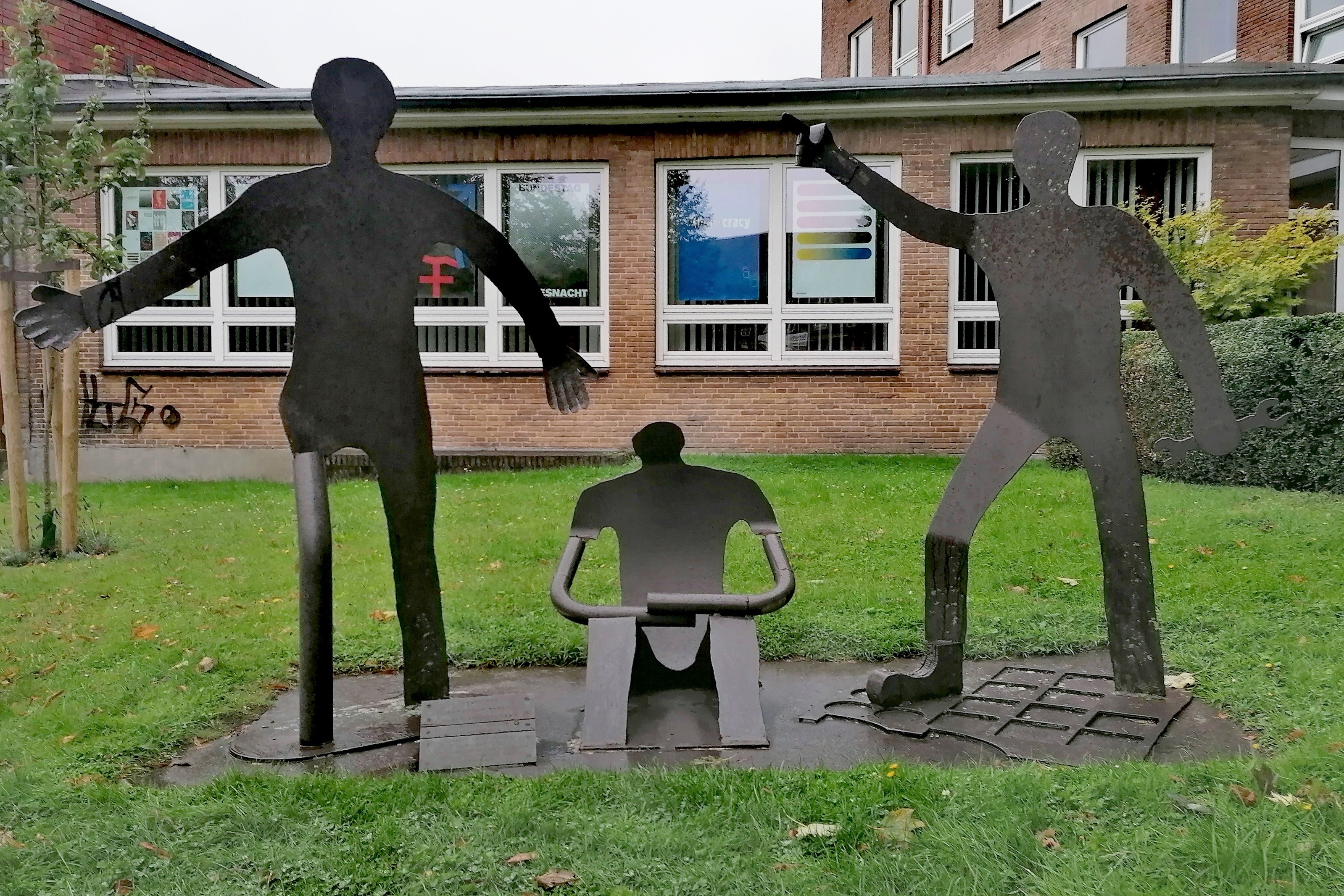
„Jugendliche gemeinsam gegen Jugendarbeitslosigkeit“

Das 1. Ausbildungsjahr der Werft fertigte 1997/98 in Anbetracht der wachsenden Jugendarbeitslosigkeit die heute neben dem Holstentorplatz stehende Skulptur. Mit ihr wurde die Forderung einer Ausbildungsquote von 10 % in der Industrie verbunden.